# Xã Osceola, Quận Clarke, Iowa
Xã Osceola (tiếng Anh: Osceola Township) là một xã thuộc quận Clarke, tiểu bang Iowa, Hoa Kỳ. Năm 2010, dân số của xã này là 392 người.